# Kévin Gomis
Kévin Gomis (Parigi, 20 gennaio 1989) è un ex calciatore francese, di ruolo difensore.

## Carriera
Ha giocato nella massima serie di Portogallo e Francia.